# Anthony Marinelli
Anthony Marinelli (California, 19 marzo 1959) è un musicista, compositore e direttore d'orchestra statunitense.
Ha collaborato con diversi artisti, tra cui: Michael Jackson, Lionel Richie e James Brown.

## Filmografia parziale

### Cinema
- I sogni di Pinocchio (Pinocchio and the Emperor of the Night) - film d'animazione, regia di Hal Sutherland (1987)
- Young Guns - Giovani pistole (Young Guns), regia di Christopher Cain (1988)
- Affari sporchi (Internal Affairs), regia di Mike Figgis (1990)
- La creatura del cimitero (Graveyard Shift), regia di Ralph S. Singleton (1990)
- Jackpot, regia di Mario Orfini (1992)
- Robin Hood Junior (Reckless Kelly), regia di Yahoo Serious (1993)
- Conti in sospeso (Payback), regia di Anthony Hickox (1995)
- Just Looking, regia di Tyler Bensinger (1995)
- Faccia da bastardo (One Tough Bastard), regia di Kurt Wimmer (1995)
- Underworld - Vendetta sotterranea (Underworld), regia di Roger Christian (1996)
- Due giorni senza respiro (2 Days in the Valley), regia di John Herzfeld (1996)
- Masterminds - La guerra dei geni (Masterminds), regia di Roger Christian (1997)
- Timecode, regia di Mike Figgis (2000)
- L'ultimo gigolò (The Man from Elysian Fields), regia di George Hickenlooper (2001)
- Quicksand - Accusato di omicidio (Quicksand), regia di John Mackenzie (2003)
- Un sogno troppo grande (Dreamland), regia di Jason Matzner (2006)
- Chapter 27 - L'assassinio di John Lennon (Chapter 27), regia di Jarrett Schaefer (2007)
- Sublime, regia di Tony Krantz (2007)

### Televisione
- Disneyland - serie TV, 1 episodio (1988)
- I viaggiatori (Sliders) - serie TV, 7 episodi (1996)

## Videogiochi
- Far Cry 5 - (Lost on Mars DLC) (2018)[2]